# وینچنتسو مارا
وینچنتسو مارا (ایتالیایی: Vincenzo Marra؛ زادهٔ ۱۸ سپتامبر ۱۹۷۲) کارگردان فیلم و فیلم‌نامه‌نویس اهل ایتالیا است.
از فیلم‌هایی که وی در آن‌ها نقش داشته‌است، می‌توان به محاکمه آغاز می‌شود اشاره نمود.